# Vivekananda
Né Narendranath Dutta le 12 janvier 1863 à Calcutta, le swami Vivekananda (en sanskrit viveka signifie « discernement » et ananda « béatitude ») est mort le 4 juillet 1902 à Belur Math au Bengale-Occidental (Inde). C'est un philosophe et maître spirituel, l'un des principaux disciples de Râmakrishna et le fondateur de la Mission Ramakrishna présente en France au centre védantique Ramakrishna à Gretz-Armainvilliers (77)qui a fait connaître l'hindouisme au monde occidental. Il est l'un des inspirateurs du mouvement pour l'indépendance de l'Inde.

## Sa vie

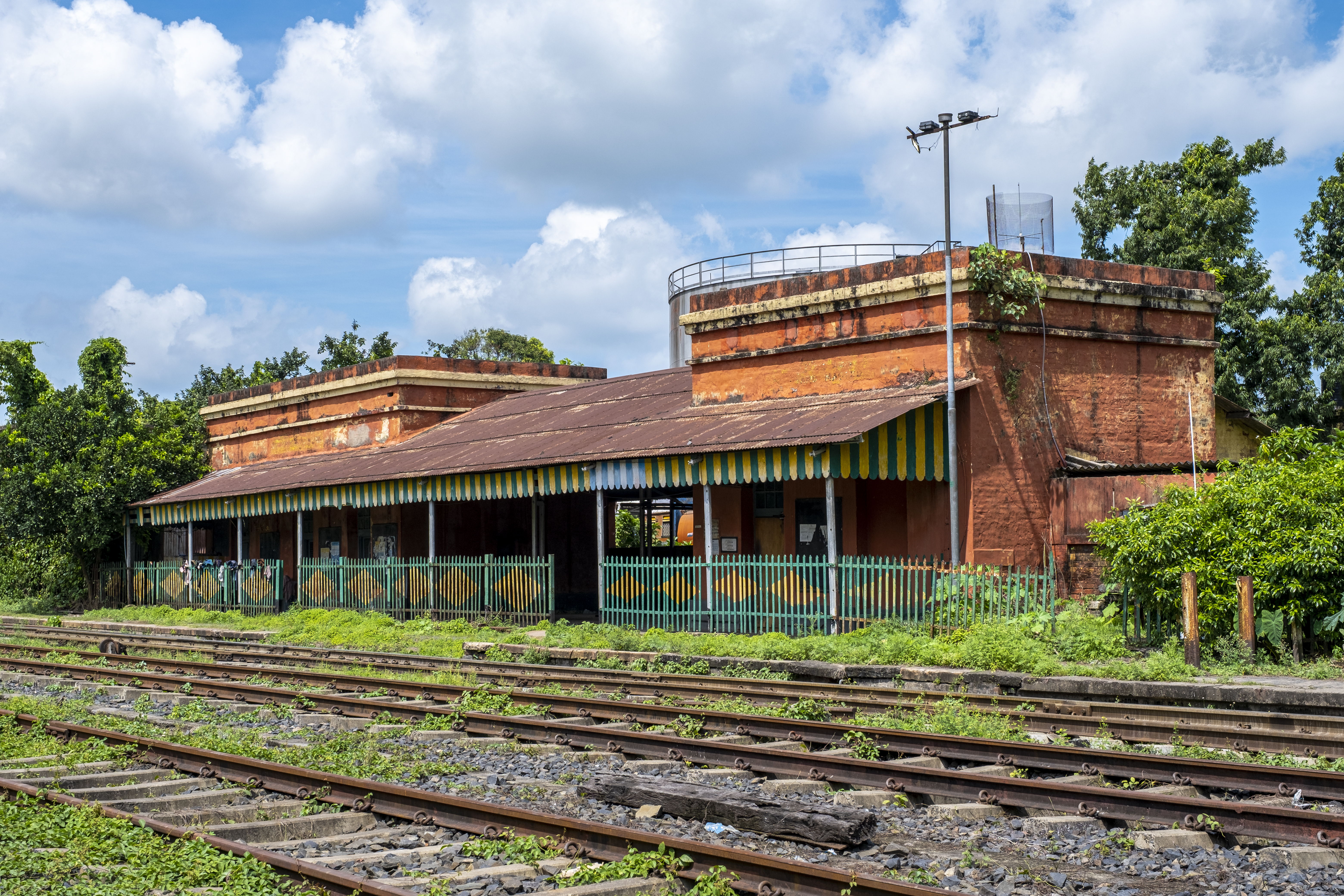
L'ancienne gare de Budge-Budge, dans le District de South 24 Parganas, d'où Vivekananda partait pour Calcutta. Photo septembre 2020.

Issu d'une famille aisée, né le 12 janvier 1863 à Calcutta (capitale des Indes britanniques à cette époque et aujourd'hui capitale de l'État indien du Bengale-Occidental), Narendranath Dutta est un enfant surdoué. Son père était juriste mais aussi philosophe ; sa mère, très imprégnée d'hindouisme, lui fait connaître très tôt les textes sacrés de l'Inde qu'il aborde directement en sanskrit. Il est un très brillant élève, puis un étudiant remarquable. La question de Dieu est sa principale préoccupation. Il adhère à la « Société de Dieu » où des intellectuels discutent de l’avenir des religions et de la réforme de l’hindouisme. À 17 ans, il rencontre une première fois son futur « gourou », Râmakrishna (dans l'hindouisme « gourou » signifie « guide spirituel, confident, confesseur, conseiller » et n'a pas la connotation péjorative que ce mot a acquis en Occident).
La loge maçonnique Anchor and Hope no 1 à l'orient de Calcutta, de la Grande Loge de l'Inde, initie Narendranath Dutta comme « frère » en 1884, à l'âge de 21 ans,.
Début 1886, Narendranath Dutta devient samnyâsin (« renonçant ») dans l'ashram de Râmakrishna et c'est là qu'il reçoit le nom de Vivekananda. Râmakrishna le désigne comme son successeur quelque temps avant de mourir, lors d'une longue rencontre, au cours de laquelle tous deux auraient vécu une extase. Après la mort de Râmakrishna, en août 1886, Vivekananda, à 23 ans, prend la direction de l'ashram. Le 25 décembre 1887, dans la nuit de Noël, il fonde « l'ordre de Râmakrishna » marquant par là sa similarité avec la religion chrétienne.
Il fait ensuite plusieurs voyages à travers l'Inde, durant lesquels ses seules possessions sont un pagne, un kamandalu (pot à eau) et deux ouvrages favoris : la Bhagavad-Gita et L'Imitation de Jésus-Christ.
En 1893, avec l'aide financière d'un de ses disciples, il se rend à Chicago à l'occasion de l'Exposition universelle. Parfaitement anglophone, il intervient à plusieurs reprises lors du Parlement des religions et son impact sera considérable. Lors de son discours d'introduction sur l'hindouisme le 11 septembre 1893, le public composé de 7.000 personnes fait une ovation debout de deux minutes. Dès lors, il tient des conférences et attire de nombreux disciples aux États-Unis. En novembre 1895, il rencontre Margaret Elizabeth Noble, une Irlandaise qui deviendra plus tard une disciple proche à qui il donnera le nom de Sœur Nivedita. En 1896, il publie le livre Raja Yoga (en), son interprétation du Yoga sūtra de Patañjali adaptée aux occidentaux, qui sera un succès et peut être considéré, selon Elizabeth De Michelis, comme l'origine du yoga moderne (en). Il fait un tour du monde pour diffuser l'enseignement de Râmakrishna. Son retour en Inde en 1897 est célébré et suivi de la fondation la « Râmakrishna Mission » qui sera ensuite diffusée dans divers pays. Il retourne en Occident en 1899.
La biographie de Nikhilananda décrit comment Vivekananda a été victime du racisme aux États-Unis où il était couramment pris pour un Noir (à l'époque la ségrégation raciale était omniprésente et il lui arrivait souvent lors de ses voyages, notamment dans les états du sud-est américain, de se voir refuser l'entrée d'un hôtel, d'un restaurant ou d'un barbier à cause de la couleur sombre de sa peau) et comment il n'en éprouvait aucune amertume personnelle, déplorant seulement l'ignorance et le mépris, c'est-à-dire, précisait-il : « la peur des différences ». Alors que le swami racontait ces anecdotes à l'un de ses disciples occidentaux, ce dernier lui demanda pourquoi il ne leur répondait pas tout simplement qu'il n'était pas Noir mais Hindou. Vivekananda rétorqua, indigné : « Comment ? M'élever aux dépens d'un autre ? Je ne suis pas venu sur Terre pour cela ! ».
À partir de 1900, sa santé se dégrade. Il œuvre alors pour les plus démunis. Il meurt à l'âge de trente-neuf ans le 4 juillet 1902. Une de ses disciples les plus attachés est la mystique allemande Christina Greenstidel, (1866-1930 plus connue comme sœur Christine).

## Son œuvre
L'impact de l'introduction en Occident du védanta par Vivekananda a été considérable. Faite essentiellement de conférences, causeries, entretiens, son œuvre a été transmise par un fidèle disciple anglais qui prenait les notes en « sténo ». Elle a été diffusée au public français par le biais de Romain Rolland, qui a publié un ouvrage remarqué sur La vie de Vivekananda et l'Évangile universel ; et par Jean Herbert, qui a fait des traductions et a édité plusieurs de ses ouvrages.
Elle est transmise depuis 1948 au Centre védantique Ramakrishna en région parisienne, affilié à la Mission Ramakrishna qu'il a créé en Inde.
L'œuvre de Vivekananda est importante compte tenu de la brièveté de sa vie. Elle est restée très fidèle à l'enseignement de Râmakrishna : synthèse religieuse et philosophique. Elle a influencé de nombreux penseurs, dont le Mahatma Gandhi.
Certains aspects de la pensée de Vivekananda sont perçus comme traditionnels, d'autres comme très modernes. Si Vivekananda plaçait l'Advaïta védanta au sommet de la hiérarchie spirituelle, il se démarqua nettement de ce qu'il voyait comme illusionnisme cosmique et quiétisme fataliste. Vivekananda voulait changer le monde et pas seulement se libérer individuellement. À sa manière, il est perçu par certains comme un révolutionnaire, précurseur direct de Aurobindo Ghose. Vivekananda ne croit pas du tout que le védanta contredise la science de son temps. Pour lui, le yoga est une science de l'esprit qui complète ce que l'occident apporte sur le plan des sciences physiques. Cette science de l'esprit n'a pas pour but la fuite du monde. Elle permet, comme la physique, d'accroître le pouvoir de l'homme sur l'Univers. Elle est une puissance, une force de transformation. C'est pourquoi, il n'est pas question de rejeter le Karma yoga au seul profit du jnana yoga. La connaissance sans l'action est stérile et l'action sans la connaissance est aveugle et fruste. Quant au Bhakti yoga, il reconnaît que l'amour est la plus haute forme de connaissance, lorsque l'objet et le sujet de la connaissance ne font plus qu'un.
Sa conception spirituelle lui faisait rejeter toutes superstitions et soumissions à des divinités chimériques. Il considérait le système de castes en Inde comme une coutume sociale opposée aux principes du védanta. Il s'élevait également contre le sectarisme, le fanatisme qui enferment l'homme dans une étroite prison mentale au lieu de l'universaliser. Selon lui, les grandes religions ne sont pas destinées à disparaître. Mais, comme il y a plusieurs types spirituels, il y aurait plusieurs religions qui correspondent à chacun de ces types. Plus une religion est universelle, plus elle se particularise en fonction du besoin de chaque personne.
En 1970, un mémorial est construit en son hommage sur un petit îlot rocheux en face de la ville de Kânyâkumârî.

## Critiques
Le Mahatma Gandhi a dit de lui qu'il avait « maintenu l'hindouisme dans un état de splendeur en enlevant le bois mort de la tradition ». Rabindranath Tagore aurait dit : « Si vous voulez connaître l'Inde, étudiez Vivekananda. Chez lui tout est positif. »
Pour Michel Hulin, on trouve chez Vivekananda « une séduisante alliance de la tradition et de la modernité, mais aussi un mélange explosif de mysticisme et de scientificité ».
René Guénon a critiqué ce qu'il appelle « le védanta occidentalisé » et a écrit au sujet de l'enseignement de Vivekananda : « (…) Le védanta est devenu là ce que Schopenhauer avait cru y voir, une religion sentimentale et « consolante », avec une forte dose de « moralisme » protestant ; et, sous cette forme déchue, il se rapproche étrangement du « théosophisme », pour lequel il est plutôt un allié naturel qu'un rival ou un concurrent. (…) Sorti de cette bizarre invention américaine, d'inspiration bien protestante aussi, qui s'intitula le « Parlement des religions », et d'autant mieux adapté à l'Occident qu'il était plus profondément dénaturé, ce soi-disant védanta, qui n'a pour ainsi dire plus rien de commun avec la doctrine métaphysique pour laquelle il veut se faire passer, ne mérite certes pas qu'on s'y arrête davantage ».
Guy Bugault dans L'Inde pense-t-elle ? voit en Vivekananda un « brillant universitaire » relayant le discours et la mission de son maître Râmakrishna à l'étranger. Mais il pense aussi que Vivekananda pécha sa vie durant par orgueil et qu'il fut un « faux jñânin » : il ne fut pas un saint à l'égal de son maître.
Pour Jean Herbert, « Dans l'immense majorité des conceptions yoguiques antérieures à Swami Vivekananda, la préoccupation centrale était d'accélérer l'émancipation individuelle du yogin, et celui-ci ne se préoccupait nullement d'influer sur le sort ou l'évolution de l'humanité. (…) Swami Vivekananda se montra fidèle disciple de son maître lorsqu'il entreprit la double tâche de relever les conditions matérielles de l'Inde et de jeter en Occident des ferments de haute spiritualité ».
G. B. Singh (en), dans son ouvrage très controversé Gandhi: Behind the Mask of Divinity (en) dans lequel il accuse Gandhi d'idéologie raciste, relève à charge de Vivekananda que, devant les Blancs des États-Unis, il a défendu le système hindou des castes endogames en expliquant qu'il s'agissait de barrières raciales voulues par la nature, de même que la nature ne permet pas, selon lui, que des Blancs mêlent leur sang à celui des Noirs ou des Amérindiens.

## Hommage
En Inde, le 12 janvier, date anniversaire de la naissance de Vivekananda, a été promulgué Journée nationale de la jeunesse.

## Publications
- Les Yogas pratiques (Karma, Bhakti, Râja), Éditions Albin Michel, 1936 ; réédité en 2005.
- Entretiens et causeries, préf. et trad. de Jean Herbert, Albin Michel, 1955 ; réédité en 1993.
- Jnâna-Yoga, Albin Michel, 1936 ; réédité en 1972.
- Râja-yoga (ou Conquête de la nature intérieure) : conférences faites en 1895-1896 à New York, trad., Publications théosophiques, 1910, (en ligne).
- Mon maître Maisoneuve, 1937.
- Lève-toi ! Réveille-toi !, l'originel, 2011.